# Möbius syndrom
Möbius syndrom är ett ovanligt, medfött, syndrom som kännetecknas av försvagning eller förlamning av ögats utåtförande muskel, som styrs av kranialnerv VI (nervus abducens), och de för mimiken viktiga ansiktsmusklerna som styrs av kranialnerv VII (nervus facialis). Kranialnerverna VI och VII är alltid skadade vid Möbius syndrom, men även påverkan på kranialnerverna IX och XII förekommer. Syndromet beskrevs första gången 1888 av den tyske läkaren Paul Julius Möbius. Orsaken till syndromet är okänd.

## Förekomst
Det finns idag ett femtiotal personer med Möbius syndrom i Sverige som man känner till. Vidare studier och kartläggning har inte gjorts vilket gör det svårt att bekräfta förekomsten av syndromet.

## Orsak
De flesta fall av Möbius syndrom går inte att spåra tillbaka i familjen utan sker helt sporadiskt. En klar orsak till sjukdomen känner man inte till men man tror att det handlar om en skada på kranialnerverna som sker tidigt under fosterutvecklingen. En koppling som gjorts är att kvinnor som använt magsårsmedicin som innehåller misoprostol tidigt under graviditeten oftare får barn med Möbius syndrom.

## Ärftlighet
I vissa sällsynta fall har fler personer inom samma familj drabbats Möbius syndrom, men i de flesta fall rör det sig om en nymutation.

## Symtom
Gemensam nämnare för personer med Möbius syndrom är en medfödd försvagning eller förlamning av musculus rectus lateralis vilket är ögats utåtförande muskel samt de ansiktsmuskler som styrs av kranialnerv VII. Även andra kranialnerver kan vara påverkade, varav funktionsstörningar i svalg och tunga är vanligt. Detta leder till ät- och talsvårigheter. Ytterligare symtom är också vanligt, många personer med syndromet har skelettmissbildningar i armar, ben, händer och fötter. Utvecklingsstörning och/eller autism förekommer i vissa fall.
Andra vanliga missbildningar i samband med Möbius syndrom är gomspalt vilket ofta leder till upprepade öroninfektioner och öronkatarrer, liten underkäke och hand- eller fotmissbildningar. Ofta har personerna med syndromet klumpfot, och sammanväxta tår och fingrar. Möbius syndrom förekommer ofta tillsammans med Polands syndrom.
Bristen på mimik i samband med otydligt tal och försenad motorisk utveckling, gör att personer med Möbius syndrom ofta uppfattas som mindre intelligenta trots att det bara är en tredjedel med syndromet som har en utvecklingsstörning. Även autism förekommer hos cirka en tredjedel av personerna med Möbius.